# یاسویوکی مائه‌کاوا
یاسویوکی مائه‌کاوا (انگلیسی: Yasuyuki Maekawa؛ زادهٔ ۲۶ نوامبر ۱۹۷۳) بازیگر اهل ژاپن است.
از فیلم‌ها یا برنامه‌های تلویزیونی که وی در آن نقش داشته‌است می‌توان به فوکوشیما ۵۰ اشاره کرد.